# Itatiba
Itatiba is een gemeente in de Braziliaanse deelstaat São Paulo. De gemeente telt 116.503 inwoners (schatting 2017).

## Aangrenzende gemeenten
De gemeente grenst aan Bragança Paulista, Jarinu, Jundiaí, Louveira, Morungaba, Valinhos en Vinhedo.

## Geboren
- Odirlei de Souza Gaspar (1981), voetballer